# Shrek (franchise)

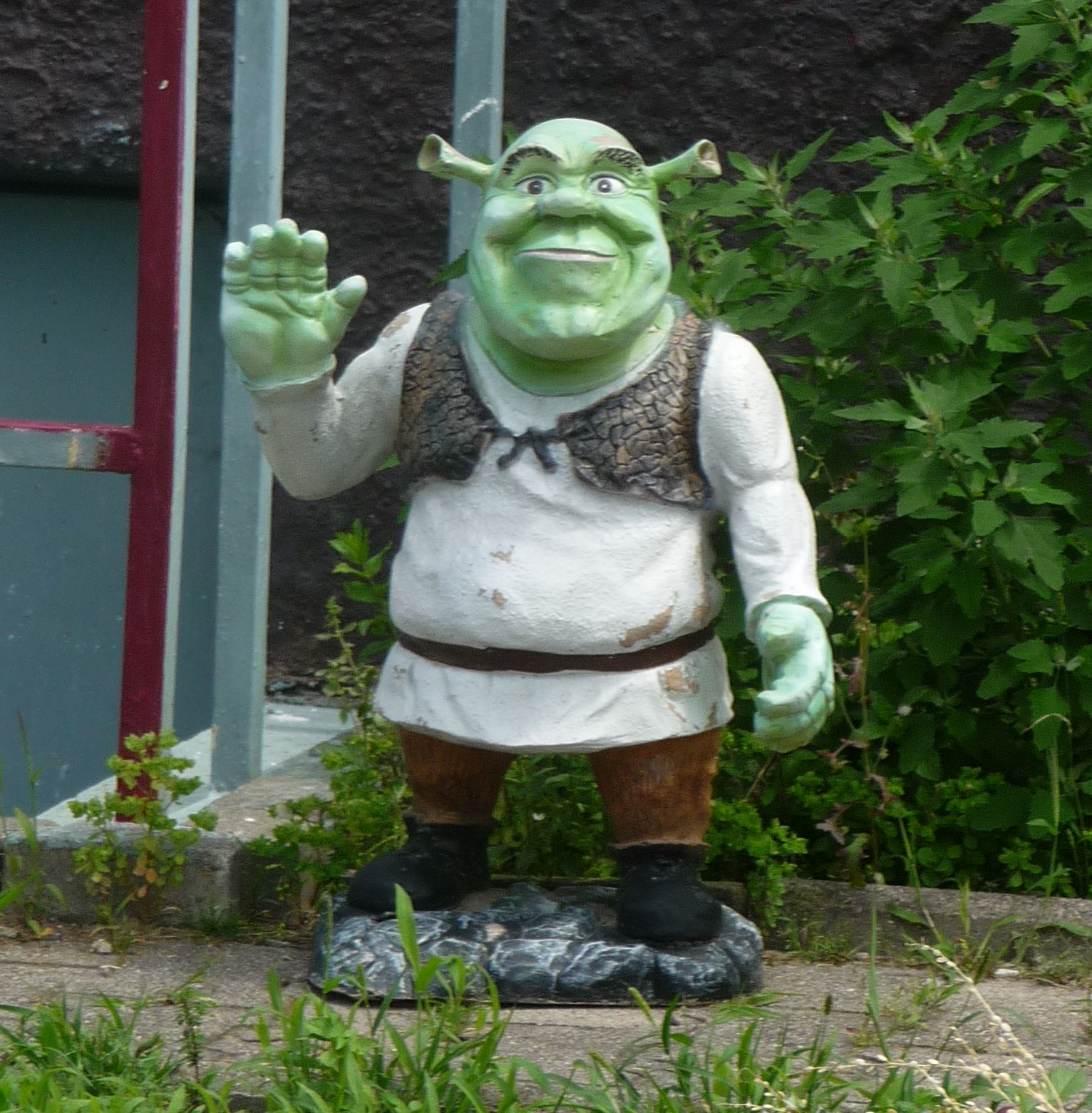
Shrek

Shrek is een Amerikaanse mediafranchise die draait rond de gelijknamige oger en zijn avonturen in meerdere sprookjesachtige landen waaronder Far Far Away  en Duloc. De naam Shrek is afgeleid van het Jiddische woord שרעק en het Duitse woord Schreck  wat beide letterlijk verschrikking of terreur betekent. De franchise bestond origineel uit het kinderboek Shrek! in 1990 geschreven door William Steig. In 2001 werd het verfilmd in een computeranimatiefilm en die film kreeg meerdere vervolgen met onder meer Mike Myers, Cameron Diaz, Eddie Murphy en Antonio Banderas in de hoofdrollen. De films zijn net als het originele boek een parodie op het sprookje. In 2011 begon de spin-off franchise Puss in Boots (Nederlands: De gelaarsde kat). Intussen zijn er ook verscheidene computerspellen ontwikkeld. De volledige franchise omvat onder meer 6 langspeelfilms, 9 korte films, 26 computerspellen en een televisieserie. De franchise werd geproduceerd door DreamWorks Animation. De filmserie is tevens de succesvolste animatiefilmserie ooit.

## Boek: Shrek!
Shrek! is een Amerikaans jeugdboek van de schrijver William Steig, uitgegeven door Farrar, Straus and Giroux in 1990.  Het werd heruitgegeven in 2010. De eerste langspeelfilm is gebaseerd op dit boek. De rest van deze mediafranchise volgde door het succes van de film en zijn vervolgen.

## Filmserie
Steven Spielberg kocht oorspronkelijk de rechten van het boek in 1991 om er een traditionele animatiefilm te maken, maar die werden in 1995 aan DreamWorks verkocht. Een producer genaamd John H. Williams ontdekte via zijn kinderen het boek Shrek! en heeft daarna de interesse hiervoor bij Laurie MacDonald, Jeffrey Katzenberg en de rest van DreamWorks gewekt. Na een moeizame productie waarin zelfs de originele stem voor Shrek Chris Farley stierf, ging de uiteindelijke versie van Shrek in 1998 van start met behulp van hun partner Pacific Data Images.

### Shrek (2001)
Shrek is een Amerikaanse komische computeranimatiefilm uit 2001. De regie was in handen van Andrew Adamson en Vicky Jenson. De film is gebaseerd op het kinderboek Shrek! uit 1990 van William Steig en ging op 22 april 2001 in première. Het werd genomineerd voor 88 prijzen, waarvan het er 37 won waaronder een Oscar, een BAFTA award en 8 Annie Awards.
De groene oger Shrek woont tevreden en alleen in een moeras tot de koning van het nabij gelegen koninkrijk, Heer Farquaad, het besluit neemt om alle sprookjesfiguren uit zijn rijk te verbannen. Een sprekende ezel die wordt opgejaagd door een groep ridders loopt Shrek per toeval tegen het lijf. Wanneer de ridders zich vervolgens tegen Shrek keren, jaagt deze laatste hen weg. In tegenstelling tot de ridders is de ezel niet bang van Shrek en wilt hij voor de veiligheid bij Shrek blijven. Het nieuws dat sprookjesfiguren veilig zijn bij Shrek verspreidt zich snel, waardoor alle sprookjesfiguren uit het koninkrijk plots komen aankloppen in het moeras van Shrek. Dit maakt Shrek razend en hij besluit Heer Farquaad op te zoeken om een oplossing te regelen voor de situatie. Heer Farquaad is bereid om de sprookjesfiguren te verwijderen uit het moeras van Shrek als deze hem prinses Fiona, die opgesloten zit in een ver kasteel bewaakt door een draak, kan brengen als bruid. Shrek stemt in en vertrekt meteen naar het kasteel.
De film had een budget van $60 miljoen en een opbrengst van $484,4 miljoen. Hiermee is het de vierde meest succesvolle film uit 2001.

### Shrek 2 (2004)
Shrek 2 is een computeranimatiefilm uit 2004. De film werd geregisseerd door Andrew Adamson, Kelly Asbury en Conrad Vernon. Tevens ging de film op 15 mei 2004 in première. Het personage De gelaarsde kat maakt hier zijn debuut. Het werd genomineerd voor 59 prijzen, waarvan het er 17 won.
Shrek en Fiona gaan naar het koninkrijk van Far Far Away waar de ouders van Fiona regeren. Shrek en Koning Harold, de vader van Fiona, schieten echter niet met elkaar op. Blijkbaar hebben Harold en de goede fee van Far Far Away, de Fairy Godmother, jaren geleden een deal gesloten waarbij de zoon van de goede fee, Prins Charmant, Fiona moest redden. Shrek was hem echter voor. Harold en de Fairy Godmother proberen alsnog hun kinderen bijeen te krijgen. Ze huren onder andere de gelaarsde kat in om Shrek te doden.
Het had een budget van $150 miljoen en een opbrengst van $920,7 miljoen. Hiermee is het de succesvolste film uit 2004.

### Shrek the Third (2007)
Shrek the Third (Nederlands: Shrek de Derde) is een Amerikaanse computeranimatiefilm uit 2007 onder regie van Chris Miller en Raman Hui. De film ging op 6 mei 2007 in première. Het werd genomineerd voor 20 prijzen, waarvan het er 5 won.
Koning Harold ligt op zijn sterfbed en draagt het koningschap over aan Shrek en Fiona. Shrek ziet dit echter niet zitten. Gelukkig is er echter nog een erfgenaam genaamd de jonge Arthur "Artie" Pendragon. Shrek, de ezel en de gelaarsde kat vertrekken per boot naar de academie waar hij geschoold wordt. Ondertussen zint Prins Charmant op wraak en neemt hij met een grote groep criminelen het koninkrijk Far Far Away over.
Het had een budget van $160 miljoen en een opbrengst van $799 miljoen. Hiermee is het de 4de succesvolste film uit 2007.

### Shrek Forever After (2010)
Shrek Forever After is een computeranimatiefilm uit 2010. De film werd geregisseerd door Mike Mitchell en ging in première op 21 april 2010.  Het werd genomineerd voor 13 prijzen, waarvan het er 1 won.
De film begint met een flashback naar de eerste film, net voordat Shrek prinses Fiona uit haar toren redt. In de flashback is te zien hoe Fiona’s ouders, koning Harold en koningin Lillian, een deal willen sluiten met Repelsteeltje om Fiona’s vloek op te heffen in ruil voor het koningschap over Far Far Away. Net voordat Harold het contract tekent, bereikt het nieuws van Fiona’s redding het koningspaar en blaast hij de deal af. In het heden is Shrek nu een beroemdheid met veel sprookjesfiguren als vrienden. Hij krijgt steeds meer heimwee naar zijn tijd alleen als een oger in zijn moeras. Dus verleidt Repelsteeltje hem tot een contract waarbij hij voor 1 dag terugkeert naar zijn oude leven. Repelsteeltje bedriegt Shrek echter en Shrek is alles kwijt. Shrek moet Fiona nu overtuigen dat ze verliefd op elkaar zijn.
Het had een budget van $165 miljoen en een opbrengst van $752,6 miljoen. Hiermee is het de 5de succesvolste film uit 2010.

## Korte films

### Shrek in the Swamp Karaoke Dance Party (2001)
Shrek in the Swamp Karaoke Dance Party is een korte direct-naar-dvd-film geregisseerd door Andrew Adamson en Vicky Jenson. De film duurt 3 minuten inclusief aftiteling. Hij verscheen op 2 november 2001 op de dvd van de eerste langspeelfilm in deze franchise.

### The Ghost of Lord Farquaad (2003)
The Ghost of Lord Farquaad (ook wel bekend als Shrek's Never Before Seen Adventure) is een korte film geregisseerd door Simon J. Smith. De film duurt 13 minuten inclusief aftiteling. Hij verscheen voor het eerst op 23 mei 2003 als korte film in de pretparkattractie Shrek 4-D en is dus oorspronkelijk bedoeld als een 4D-film. Later verscheen hij nog diverse keren op dvd.

### Far Far Away Idol (2004)
Far Far Away Idol is een korte direct-naar-dvd-film geregisseerd door Simon J. Smith. De film duurt 6 minuten. Hij verscheen op 5 november 2004 op de dvd van Shrek 2. Het is een parodie op American Idol met jurylid Simon Cowell uit die serie, die hierin zichzelf speelt. De film is, net als American Idol, een soort talentenwedstrijd tussen de personages uit de Shrek-franchise in het fictieve land Far Far Away. De korte film heeft vier alternatieve einden, waarbij de kijker van de dvd mag meestemmen als jurylid. In 2004 was er tevens een online wedstrijd, waarbij alle geregistreerde kijkers hun stem konden uitbrengen op de website van DreamWorks, om de uiteindelijke kampioen te bepalen.

### Shrek the Halls (2007)
Shrek the Halls is een korte film geregisseerd door Gary Trousdale. De film duurt 21 minuten. Hij verscheen op 28 november 2007 op de Amerikaanse televisiezender ABC. Op 4 november 2008 verscheen hij voor het eerst op DVD. De film werd voor 4 prijzen genomineerd, waaronder 2 Annie Awards, maar won er geen. Het is de eerste kerstspecial in de Shrek-franchise.
Shrek, Donkey, Fiona en de gelaarsde kat vieren het kerstfeest, maar Shrek begrijpt niet waarom men het viert.

### Scared Shrekless (2010)
Scared Shrekless is een korte film geregisseerd door Gary Trousdale en Raman Hui. Hij verscheen op 28 oktober 2010 op de Amerikaanse televisiezender NBC. Op 13 september 2011 verscheen hij op DVD. De film werd genomineerd voor vijf Annie Awards in 2011, maar won er geen. Het is de eerste Halloween-special in de Shrek-franchise. Het is tevens een moderne uitvoering van een raamvertelling.

### Donkey's Caroling Christmas-tacular (2010)
Donkey's Caroling Christmas-tacular (ook wel bekend als Donkey's Christmas Shrektacular en Donkey’s Kerstfeest) is een korte direct-naar-dvd-film geregisseerd door Walt Dohrn en Raman Hui. De film verscheen op 7 december 2010 op de dvd-omnibus Shrek: The Whole Story box, samen met de vier langspeelfilms, en later ook op een aparte dvd. Het is de tweede kerstspecial in deze franchise.

### Thriller Night (2011)
Thriller Night is een korte film geregisseerd door Gary Trousdale en Sean Bishop. Hij verscheen voor het eerst op 13 september 2011 op de Nintendo Video service op de Nintendo 3DS. Op 28 augustus 2012 verscheen hij met 2 andere korte films op DVD en blu-ray. Het is de tweede Halloween-special in deze franchise. De korte film is een parodie op Thriller van Michael Jackson.

### Spin-off: The Pig Who Cried Werewolf (2011)
The Pig Who Cried Werewolf is een korte film geregisseerd door Gary Trousdale. De film duurt 6 minuten. Hij verscheen voor het eerst op 4 oktober 2011 op de Nintendo Video service op de Nintendo 3DS. Op 28 augustus 2012 verscheen hij met 2 andere korte films op DVD en blu-ray. De film is een spin-off van de Shrek-franchise en een parodie op het sprookje De wolf en de drie biggetjes. Alleen de 3 biggetjes en de wolf spelen in deze korte film, en staat daarmee los van de vorige korte films. Het is de derde Halloween-special in de Shrek-franchise.

## Rolverdeling

### Originele rolverdeling
| Personages ↓                | Filmserie                          | Filmserie                          | Filmserie              | Filmserie                  | Filmserie            | Filmserie                           | Korte films                                   | Korte films                       | Korte films                     | Korte films            | Korte films             | Korte films                                | Korte films           |
| Personages ↓                | Shrek (2001)                       | Shrek 2 (2004)                     | Shrek the Third (2007) | Shrek Forever After (2010) | Puss in Boots (2011) | Puss in Boots: The Last Wish (2022) | Shrek in the Swamp Karaoke Dance Party (2001) | The Ghost of Lord Farquaad (2003) | Far Far Away Idol (2004)        | Shrek the Halls (2007) | Scared Shrekless (2010) | Donkey's Caroling Christmas-tacular (2010) | Thriller Night (2011) |
| --------------------------- | ---------------------------------- | ---------------------------------- | ---------------------- | -------------------------- | -------------------- | ----------------------------------- | --------------------------------------------- | --------------------------------- | ------------------------------- | ---------------------- | ----------------------- | ------------------------------------------ | --------------------- |
| Shrek                       | Mike Myers                         | Mike Myers                         | Mike Myers             | Mike Myers                 |                      | stille cameo                        | Mike Myers                                    | Mike Myers                        | Mike Myers Michael Gough (zang) | Mike Myers             | Mike Myers              | Mike Myers                                 | Michael Gough         |
| Fiona                       | Cameron Diaz                       | Cameron Diaz                       | Cameron Diaz           | Cameron Diaz               |                      |                                     | Cameron Diaz                                  | Cameron Diaz                      | Cameron Diaz Renee Sands (zang) | Cameron Diaz           | Cameron Diaz            | Cameron Diaz                               | Holly Fields          |
| Donkey                      | Eddie Murphy                       | Eddie Murphy                       | Eddie Murphy           | Eddie Murphy               |                      | stille cameo                        | Eddie Murphy                                  | Eddie Murphy                      | Eddie Murphy                    | Eddie Murphy           | Dean Edwards            | Eddie Murphy                               | Dean Edwards          |
| De gelaarsde kat            |                                    | Antonio Banderas                   | Antonio Banderas       | Antonio Banderas           | Antonio Banderas     | Antonio Banderas                    |                                               |                                   | Antonio Banderas                | Antonio Banderas       | Antonio Banderas        | Antonio Banderas                           | André Sogliuzzo       |
| Koning Harold               |                                    | John Cleese                        | John Cleese            | John Cleese                |                      |                                     |                                               |                                   |                                 |                        |                         |                                            | stille cameo          |
| Koningin Lillian            |                                    | Julie Andrews                      | Julie Andrews          | Julie Andrews              |                      |                                     |                                               |                                   |                                 |                        |                         |                                            | stille cameo          |
| Lord Farquaad               | John Lithgow                       |                                    | stille cameo           |                            |                      |                                     | John Lithgow                                  | John Lithgow                      |                                 |                        |                         |                                            | stille cameo          |
| De "Goede" Fee              |                                    | Jennifer Saunders                  |                        |                            |                      |                                     |                                               |                                   |                                 |                        |                         |                                            | stille cameo          |
| Prins Charmant              |                                    | Rupert Everett                     | Rupert Everett         |                            |                      |                                     |                                               |                                   | Randy Crenshaw                  |                        | Sean Bishop             |                                            | stille cameo          |
| Repelsteeltje               |                                    |                                    | Conrad Vernon          | Walt Dohrn                 |                      |                                     |                                               |                                   |                                 |                        |                         | Walt Dohrn                                 | stille cameo          |
| Artie Pendragon             |                                    |                                    | Justin Timberlake      |                            |                      |                                     |                                               |                                   |                                 |                        |                         |                                            |                       |
| —                           | Shrek                              | Shrek 2                            | Shrek the Third        | Shrek Forever After        | Puss in Boots        | Puss in Boots: The Last Wish        | Shrek in the Swamp Karaoke Dance Party        | The Ghost of Lord Farquaad        | Far Far Away Idol               | Shrek the Halls        | Scared Shrekless        | Donkey's Caroling Christmas-tacular        | Thriller Night        |
| Gingy (de Peperkoeken Man)  | Conrad Vernon                      | Conrad Vernon                      | Conrad Vernon          | Conrad Vernon              |                      | Conrad Vernon                       | Conrad Vernon                                 | Conrad Vernon                     | Conrad Vernon                   | Conrad Vernon          | Conrad Vernon           | Conrad Vernon                              | stille cameo          |
| Pinokkio                    | Cody Cameron                       | Cody Cameron                       | Cody Cameron           | Cody Cameron               |                      | Cody Cameron                        | Cody Cameron                                  | Cody Cameron                      | Cody Cameron                    | Cody Cameron           | Cody Cameron            | Cody Cameron                               | stille cameo          |
| De drie biggetjes           | Cody Cameron                       | Cody Cameron                       | Cody Cameron           | Cody Cameron               |                      |                                     | Cody Cameron                                  |                                   | Cody Cameron                    | Cody Cameron           | Cody Cameron            | Cody Cameron                               | stille cameo          |
| De Grote Boze Wolf          | Aron Warner                        | Aron Warner                        | Aron Warner            | Aron Warner                |                      |                                     | Aron Warner                                   |                                   | Aron Warner                     | Aron Warner            | Aron Warner             | Aron Warner                                | stille cameo          |
| De drie blinde muizen       | Christopher Knights Simon J. Smith | Christopher Knights Simon J. Smith | Christopher Knights    | Christopher Knights        |                      |                                     | Christopher Knights                           | Christopher Knights               | Christopher Knights             | Christopher Knights    | Christopher Knights     | Christopher Knights                        | stille cameo          |
| Draak                       | Frank Welker                       | Frank Welker                       | Frank Welker           | Frank Welker               |                      |                                     | Frank Welker                                  | Frank Welker                      | stille cameo                    |                        |                         |                                            |                       |
| Monsieur Hood               | Vincent Cassel                     |                                    |                        |                            |                      |                                     | Vincent Cassel                                |                                   |                                 |                        |                         |                                            | stille cameo          |
| stiefzus Doris              |                                    | Larry King (VS) Jonathan Ross (VK) | Larry King             | Larry King                 |                      |                                     |                                               |                                   | Larry King                      |                        |                         |                                            |                       |
| Merlijn                     |                                    |                                    | Eric Idle              |                            |                      |                                     |                                               |                                   |                                 |                        |                         |                                            |                       |
| Sir Lancelot                |                                    |                                    | John Krasinski         |                            |                      |                                     |                                               |                                   |                                 |                        |                         |                                            |                       |
| De rattenvanger van Hamelen | stille cameo                       |                                    |                        | Jeremy Steig               |                      |                                     |                                               |                                   |                                 |                        |                         |                                            | stille cameo          |
| Kitty Softpaws              |                                    |                                    |                        |                            | Salma Hayek          | Salma Hayek                         |                                               |                                   |                                 |                        |                         |                                            |                       |
| Humpty Dumpty               |                                    |                                    |                        |                            | Zach Galifianakis    |                                     |                                               |                                   |                                 |                        |                         |                                            |                       |
| Perrito                     |                                    |                                    |                        |                            |                      | Harvey Guillén                      |                                               |                                   |                                 |                        |                         |                                            |                       |
| Goldilocks                  |                                    |                                    |                        |                            |                      | Florence Pugh                       |                                               |                                   |                                 |                        |                         |                                            |                       |
| ↑ Personages                | Shrek (2001)                       | Shrek 2 (2004)                     | Shrek the Third (2007) | Shrek Forever After (2010) | Puss in Boots (2011) | Puss in Boots: The Last Wish (2022) | Shrek in the Swamp Karaoke Dance Party (2001) | The Ghost of Lord Farquaad (2003) | Far Far Away Idol (2004)        | Shrek the Halls (2007) | Scared Shrekless (2010) | Donkey's Caroling Christmas-tacular (2010) | Thriller Night (2011) |

### Nederlandse rolverdeling
| Personages ↓                | Filmserie         | Filmserie         | Filmserie              | Filmserie                  | Filmserie            | Filmserie                           | Korte films                       | Korte films                                                  | Korte films            | Korte films             | Korte films                                |  |
| Personages ↓                | Shrek (2001)      | Shrek 2 (2004)    | Shrek the Third (2007) | Shrek Forever After (2010) | Puss in Boots (2011) | Puss in Boots: The Last Wish (2022) | The Ghost of Lord Farquaad (2003) | Far Far Away Idol (2004)                                     | Shrek the Halls (2007) | Scared Shrekless (2010) | Donkey's Caroling Christmas-tacular (2010) |  |
| --------------------------- | ----------------- | ----------------- | ---------------------- | -------------------------- | -------------------- | ----------------------------------- | --------------------------------- | ------------------------------------------------------------ | ---------------------- | ----------------------- | ------------------------------------------ |  |
| Shrek                       | Peter Paul Muller | Peter Blok        | Peter Blok             | Peter Blok                 |                      | stille cameo                        | Kees van Lier                     | Peter Blok Huub Dikstaal (tweede nasynchronisatie)           | Peter Blok             | Peter Blok              | Peter Blok                                 |  |
| Prinses Fiona               | Angela Schijf     | Angela Schijf     | Angela Schijf          | Angela Schijf              |                      |                                     | Melise de Winter                  | Melise de Winter Jannemien Cnossen                           | Angela Schijf          | Angela Schijf           | Angela Schijf                              |  |
| Ezel                        | Frans van Deursen | Carlo Boszhard    | Carlo Boszhard         | Carlo Boszhard             |                      | stille cameo                        | Bram Bart                         | Carlo Boszhard Sander van Amsterdam(tweede nasynchronisatie) | Huub Dikstaal          | Huub Dikstaal           | Huub Dikstaal                              |  |
| De Gelaarsde Kat            |                   | Jon van Eerd      | Jon van Eerd           | Jon van Eerd               | Jon van Eerd         | Jon van Eerd                        |                                   | Fred Meijer Erik van der Horst                               | Jon van Eerd           | Jon van Eerd            | Jon van Eerd                               |  |
| Koning Harold               |                   | Wim van Rooij     | Wim van Rooij          | Wim van Rooij              |                      |                                     |                                   |                                                              |                        |                         |                                            |  |
| Koningin Lillian            |                   | Beatrijs Sluijter | Beatrijs Sluijter      | Beatrijs Sluijter          |                      |                                     |                                   |                                                              |                        |                         |                                            |  |
| Heer Farquaad               | Arnold Gelderman  |                   | stille cameo           |                            |                      |                                     | Arnold Gelderman                  |                                                              |                        |                         |                                            |  |
| De "Goede" Fee              |                   | Simone Kleinsma   | Marjolijn Touw         |                            |                      |                                     |                                   |                                                              |                        |                         |                                            |  |
| Prins Charmant              |                   | Tony Neef         | Tony Neef              |                            |                      |                                     |                                   | Tony Neef Louis van Beek (tweede nasynchronisatie)           |                        | Tony Neef               |                                            |  |
| Repelsteeltje               |                   |                   | Bas Keijzer            | Paul Groot                 |                      |                                     |                                   |                                                              |                        |                         | Paul Groot                                 |  |
| Artie Pendragon             |                   |                   | Pepijn Gunneweg        |                            |                      |                                     |                                   |                                                              |                        |                         |                                            |  |
| —                           | Shrek             | Shrek 2           | Shrek the Third        | Shrek Forever After        | Puss in Boots        | Puss in Boots: The Last Wish        | The Ghost of Lord Farquaad        | Far Far Away Idol                                            | Shrek the Halls        | Scared Shrekless        | Donkey's Caroling Christmas-tacular        |  |
| Gingy (de Peperkoeken Man)  | Stan Limburg      | Stan Limburg      | Stan Limburg           | Rolf Koster                |                      | Rolf Koster                         | Stan Limburg                      | Stan Limburg Rolf Koster (tweede nasynchronisatie)           | Rolf Koster            | Rolf Koster             | Rolf Koster                                |  |
| Pinokkio                    | Stan Limburg      | Stan Limburg      | Stan Limburg           | Rolf Koster                |                      | Rolf Koster                         | Stan Limburg                      | Stan Limburg Rolf Koster (tweede nasynchronisatie)           | Rolf Koster            | Rolf Koster             | Rolf Koster                                |  |
| De drie biggetjes           | Olaf Wijnants     | Olaf Wijnants     | Olaf Wijnants          | Olaf Wijnants              |                      |                                     |                                   | Olaf Wijnants                                                | Olaf Wijnants          | Olaf Wijnants           | Olaf Wijnants                              |  |
| De Grote Boze Wolf          | Pim Koopman       | Pim Koopman       | Pim Koopman            | Leo Richardson             |                      |                                     |                                   | Pim Koopman Has Drijver (tweede nasynchronisatie)            | Leo Richardson         | Leo Richardson          | Leo Richardson                             |  |
| De Drie Blinde Muizen       | Olaf Wijnants     | Jeroen Keers      | Jeroen Keers           | Jeroen Keers               |                      |                                     | Jeroen Keers                      | Olaf Wijnants                                                | Jeroen Keers           | Jeroen Keers            | Jeroen Keers                               |  |
| Draak                       | Frank Welker      | Frank Welker      | Frank Welker           | Frank Welker               |                      |                                     | Frank Welker                      | stille cameo                                                 |                        |                         |                                            |  |
| Monsieur Hood               | Jon van Eerd      |                   |                        |                            |                      |                                     |                                   |                                                              |                        |                         |                                            |  |
| stiefzus Doris              |                   | Gordon            | Gordon                 | Frans Limburg              |                      |                                     |                                   | Gordon Daan van Rijssel (tweede nasynchronisatie)            |                        |                         |                                            |  |
| Merlijn                     |                   |                   | Laus Steenbeeke        |                            |                      |                                     |                                   |                                                              |                        |                         |                                            |  |
| Sir Lancelot                |                   |                   | Mark Omvlee            |                            |                      |                                     |                                   |                                                              |                        |                         |                                            |  |
| De rattenvanger van Hamelen | stille cameo      |                   |                        | Jeremy Steig               |                      |                                     |                                   |                                                              |                        |                         |                                            |  |
| Kitty Poezelpootje          |                   |                   |                        |                            | Anna Drijver         | Anna Drijver                        |                                   |                                                              |                        |                         |                                            |  |
| Humpty Dumpty               |                   |                   |                        |                            | Charly Luske         |                                     |                                   |                                                              |                        |                         |                                            |  |
| Perrito                     |                   |                   |                        |                            |                      | Rolf Sanchez                        |                                   |                                                              |                        |                         |                                            |  |
| Goudlokje                   |                   |                   |                        |                            |                      | Holly Mae Brood                     |                                   |                                                              |                        |                         |                                            |  |
| ↑ Personages                | Shrek (2001)      | Shrek 2 (2004)    | Shrek the Third (2007) | Shrek Forever After (2010) | Puss in Boots (2011) | Puss in Boots: The Last Wish (2022) | The Ghost of Lord Farquaad (2003) | Far Far Away Idol (2004)                                     | Shrek the Halls (2007) | Scared Shrekless (2010) | Donkey's Caroling Christmas-tacular (2010) |  |

## Computerspellen
Er zijn 4 computerspellen in de hoofdserie die gebaseerd zijn op de 4 langspeelfilms. Daarnaast zijn er ook meerdere spin-off spellen verschenen die soms bijna niks meer met de films te maken hebben, maar feitelijk Shrek-versies zijn van klassieke spellen of spelgenres zoals racespellen. Veel computerspellen zijn het resultaat van een samenwerking tussen DreamWorks Animation en Activision. Deze samenwerking liep van 2003 tot 2011. VTech ontwikkelde en bracht 3 educatieve spellen uit.

### Hoofdserie

#### Shrek (2001)
Shrek is een platformspel, gebaseerd op de eerste langspeelfilm in deze franchise. Het computerspel werd uitgebracht door TDK op 14 november 2001. Het is beschikbaar voor Xbox en Gamecube. De gamecube versie is uitgebracht onder de naam Shrek Extra Large wegens de toevoeging van 2 extra levels.

#### Shrek 2 (2004)
Shrek 2 is een action-adventurespel, gebaseerd op de tweede langspeelfilm en werd uitgebracht door Activision op 28 april 2004. Het is beschikbaar voor Xbox, Gamecube, PS2, GBA, Microsoft Windows (pc) en OS X (pc). De Microsoft Windows versie verscheen onder de naam Shrek 2: Team Action.

#### Shrek the Third (2007)
Shrek the Third is een action-adventurespel, gebaseerd op de derde langspeelfilm in deze franchise. Het computerspel werd uitgebracht door Activision op 15 mei 2007. Het is beschikbaar voor Xbox 360, PS2, GBA, pc, Nintendo DS, PSP en Nintendo Wii.

#### Shrek Forever After (2010)
Shrek Forever After is een action-adventurespel, gebaseerd op de vierde langspeelfilm. Het computerspel werd uitgebracht door Activision op 18 mei 2010. Het is beschikbaar voor Xbox 360, PS3, Nintendo DS, Nintendo Wii, iOS en Windows.

### Spin-offs

#### Shrek: Fairy Tale Freakdown (2001)
Shrek: Fairy Tale Freakdown is een platformspel uitgebracht door TDK op 29 mei 2001. Het computerspel is beschikbaar voor GBC.

#### Shrek Game Land Activity Center (2001)
Shrek Game Land Activity Center is een puzzelspel uitgebracht door TDK op 4 november 2001. Het is beschikbaar voor Microsoft Windows (pc).

#### Shrek Swamp Kart Speedway (2002)
Shrek Swamp Kart Speedway is een racespel uitgebracht door TDK op 20 maart 2002 . Het is beschikbaar voor GBA.

#### Shrek: Hassle at the Castle (2002)
Shrek: Hassle at the Castle is een vechtspel uitgebracht door TDK op 10 oktober 2002. Het is beschikbaar voor GBA.

#### Shrek: Treasure Hunt (2002)
Shrek: Treasure Hunt is een partyspel en platformspel uitgebracht door TDK op 18 oktober 2002. Het computerspel is beschikbaar voor PlayStation.

#### Shrek Super Party (2002)
Shrek Super Party is een partyspel en puzzelspel uitgebracht door TDK op 16 november 2002. Het is beschikbaar voor PS2, Gamecube en Xbox.

#### Shrek: Reekin' Havoc (2003)
Shrek: Reekin' Havoc is een platformspel uitgebracht door TDK op 31 juli 2003. Het is beschikbaar voor  GBA.

#### Shrek 2 Activity Center: Twisted Fairy Tale Fun (2004)
Shrek 2 Activity Center: Twisted Fairy Tale Fun is een action-adventurespel uitgebracht door Activision op 24 mei 2004. Het is beschikbaar voor Microsoft Windows (pc).

#### Shrek 2: Beg for Mercy (2004)
Shrek 2: Beg for Mercy is een avontuurspel uitgebracht door Activision op 27 oktober 2004. Het computerspel is beschikbaar voor GBA.

#### Shrek SuperSlam (2005)
Shrek SuperSlam is een vechtspel uitgebracht door Activision op 25 oktober 2005. Het computerspel is beschikbaar voor PS2, GBA, Nintendo DS, Gamecube, Xbox en Microsoft Windows (pc). Dit is tevens ook het laatste spel in deze computerspelserie dat uitgebracht wordt op de Xbox.

#### Shrek Smash n' Crash Racing (2006)
Shrek Smash n' Crash Racing is een racespel uitgebracht door Activision op 14 november 2006. Het is beschikbaar voor GBA, Nintendo DS, Gamecube, PS2 en PSP.

#### Shrek: Ogres & Dronkeys (2007)
Shrek: Ogres & Dronkeys is een levenssimulatiespel uitgebracht door Activision op 5 november 2007. Het computerspel is beschikbaar voor Nintendo DS.

#### Shrek n' Roll (2007)
Shrek n' Roll is een puzzelspel uitgebracht door Activision op 14 november 2007. Het is beschikbaar voor Xbox Live Arcade.

#### Shrek's Carnival Craze (2008)
Shrek's Carnival Craze is een partyspel uitgebracht door Activision op 28 oktober 2008. Het computerspel is beschikbaar voor Nintendo DS, Wii, PS2 en Microsoft Windows (pc).

#### Shrek Kart (2009)
Shrek Kart is een racespel ontwikkeld en uitgebracht door Gameloft op 12 oktober 2009. De app is beschikbaar voor  iOS. Het is zodoende dus beschikbaar voor iPhone, iPad en iPod touch

#### DreamWorks Super Star Kartz (2011)
DreamWorks Super Star Kartz is een racespel uitgebracht door Activision op 15 november 2011. Het is beschikbaar voor Nintendo DS, Nintendo Wii, Nintendo 3DS, PS3 en Xbox 360. Het computerspel is behalve Shrek ook gebaseerd op Madagascar, Monsters vs. Aliens en How to Train Your Dragon. Dit was het laatste computerspel van DreamWorks Animation in samenwerking met Activision.

#### Shrek's Fairytale Kingdom (2012)
Shrek's Fairytale Kingdom is een avontuurspel en een mobiele app uitgebracht door Beeline Interactive op 21 juni 2012. De app is beschikbaar voor  iOS. Het is zodoende dus beschikbaar voor iPhone, iPod touch en iPad.

### Educatieve spellen van VTech

#### Shrek: Dragon's Tale (2006)
Shrek: Dragon's Tale is een educatief spel ontwikkeld en uitgebracht door VTech in het begin van 2006. Het is beschikbaar voor V.Smile.

#### Shrek the Third: Arthur's School Day Adventure (2007)
Shrek the Third: Arthur's School Day Adventure is een educatief spel ontwikkeld en uitgebracht door VTech in 2007. Het computerspel is beschikbaar voor V.Smile.

#### Shrek the Third: The Search for Arthur (2007)
Shrek the Third: The Search for Arthur is een educatief spel ontwikkeld en uitgebracht door VTech in juli 2007. Het is beschikbaar voor V.Flash.

## Spin-off: Puss in Boots
Puss in Boots (Nederlands: De gelaarsde kat) is een Amerikaanse mediafranchise dat draait rond het gelijknamige personage uit de Shrek-franchise dat gebaseerd is op het sprookje De gelaarsde kat. Het is zodoende een spin-off en een onderdeel van de Shrek-franchise. Doordat de gebeurtenissen hierin zich afspelen voor de gebeurtenissen in de filmreeks rond Shrek is dit ook een prequel, al is de tweede langspeelfilm een vervolgfilm op de laatste Shrek film. Deze franchise bestaat op zichzelf uit twee langspeelfilms, een korte film, een televisieserie en een paar computerspellen. Alle personages in deze spin-off zijn nieuw behalve Humpty Dumpty en de drie beren van Goldilocks. Humpty Dumpty kwam al voor in een aantal computerspellen van Shrek en de korte film The Ghost of Lord Farquaad waarin je zijn graf ziet. Net als in de Shrek-franchise, is ook deze spin-off franchise een parodie op het sprookje.

### Langspeelfilms

#### Puss in Boots (2011)
Puss in Boots (Nederlands:De gelaarsde kat) is een Amerikaanse computeranimatiefilm geregisseerd door Chris Miller. De film ging in première op 16 oktober 2011. De hoofdrollen werden vertolkt door Antonio Banderas, Salma Hayek, Zach Galifianakis, Billy Bob Thornton en Amy Sedaris. De film werd genomineerd voor 48 prijzen (waaronder een Oscar, een Golden Globe en negen Annie Awards) waarvan hij er 6 won.
De gelaarsde kat (Banderas) is een gevreesde bandiet. Hij besluit om 3 magische bonen van een moordenaarskoppel genaamd Jack en Jill (Thornton en Sedaris) te stelen. Hier ontmoet hij de kattin Kitty Softpaws (Hayek) die ook die bonen wilt stelen. Het blijkt ook dat Kitty samenwerkt met Humpty Dumpty (Galifianakis), een ei dat vroeger de beste vriend van de gelaarsde was, maar hem verraden heeft waardoor de kat nu een outlaw is. Hij besluit om samen te werken met Humpty Dumpty en Kitty om de gans die gouden eieren legt te stelen uit het kasteel in de wolken. Dit kasteel willen ze bereiken met een bonenstaak uit die magische bonen. De gebeurtenissen in deze film spelen zich veel later af dan in Jaap en de bonenstaak.
De film had een budget van $130 miljoen en een opbrengst van $554,9 miljoen. Hiermee is het de 11de succesvolste film uit 2011.

#### Puss in Boots: The Last Wish (2022)
Puss in Boots: The Last Wish (Nederlands:De Gelaarsde Kat 2: De Laatste Wens) is een Amerikaanse computeranimatiefilm geregisseerd door Joel Crawford en Januel Mercado. De film ging in première op 21 december 2022. De hoofdrollen werden vertolkt door Antonio Banderas, Salma Hayek,Harvey Guillén, Florence Pugh, Olivia Colman, Ray Winstone, Samson Kayo, John Mulaney, Wagner Moura, Da'Vine Joy Randolph en Anthony Mendez. De film werd genomineerd voor verschillende prijzen (waaronder een Oscar, een Golden Globe en een Critics Choice Awards).
De dappere, vogelvrije Gelaarsde Kat komt erachter dat hij acht van zijn negen levens heeft verspeeld. Om die levens terug te krijgen begint hij aan zijn grootste avontuur tot nu toe. De beruchte Kat gaat op een legendarische reis door het Zwarte Woud, om de mythische Wensster te vinden en zijn verloren levens terug te krijgen. Aangezien hij nog maar één leven heeft, moet hij zijn trots opzij zetten en de hulp inschakelen van zijn voormalige partner en aartsvijand, de innemende Kitty Softpaws (Nederlands: Kitty Poezelpootje). Op hun tocht worden de Gelaarsde Kat en Kitty, tegen beter weten in, bijgestaan door het sjofele, praatgrage, altijd opgewekte mormel Perro. De drie helden worden op de hielen gezeten door de misdadigers Goldilocks en de drie beren, “Big” Jack Horner en de angstaanjagende premiejager de Grote Boze Wolf.

### Korte film

#### Puss in Boots: The Three Diablos (2012)
Puss in Boots: The Three Diablos (Nederlands: De Gelaarsde Kat: The Three Diablos) is een korte Amerikaanse direct-naar-dvd-film geregisseerd door Raman Hui. De film duurt 13 minuten, inclusief aftiteling, en verscheen op 24 februari 2012 op de dvd van de langspeelfilm Puss in Boots.
De hoofdrol wordt wederom vertolkt door Antonio Banderas. Verdere personages zijn Le Chuchoteur (de fluisteraar, rol van Guillaume Aretos), prinses Alessandra Bellagamba van Italië (Charlotte Newhouse) en de kittens Perla (Nina Bakshi), Gonzalo en Timoteo Montenegro de Derde (beide Miles Bakshi).

### Televisieserie

#### The Adventures of Puss in Boots (2015)
The Adventures of Puss in Boots (Nederlands: De avonturen van de gelaarsde kat) is een Amerikaanse computeranimatieserie uit 2015 op Netflix. De serie speelt zich af voor de gebeurtenissen in Shrek en verscheen voor het eerst op 16 januari 2015. De afleveringen duren elk 22 minuten.
Het verhaal speelt zich af na de gebeurtenissen in de langspeelfilm. Tot nu toe is Puss in Boots alleen, maar hier leert hij de waarde van vriendschap kennen, wat een rol gaat spelen in de Shrek-films. In deze televisieserie verbreekt Puss per ongeluk het magische schild dat het verborgen stadje San Lorenzo met zijn mystieke schat afschermt van de buitenwereld. De kat besluit nu om te blijven en de stad te beschermen. Tegelijkertijd sluit hij vriendschap met de weeskinderen van het lokale weeshuis.

### Computerspellen

#### Fruit Ninja: Puss in Boots (2011)
Fruit Ninja: Puss in Boots is een arcadespel gebaseerd op de eerste langspeelfilm en het computerspel Fruit Ninja. Hierdoor is het een cross-over. Het spel werd ontwikkeld en uitgebracht door Halfbrick Studios op 20 oktober 2011. Het is beschikbaar voor Android (pc) en iOS (iPhone, iPod touch en iPad).

#### Puss in Boots (2011)
Puss in Boots is een actiespel gebaseerd op de gelijknamige film en werd uitgebracht door THQ op 25 oktober 2011. Het computerspel is beschikbaar voor  Nintendo DS, PS3, Wii en Xbox 360.

## Andere media

### Musical

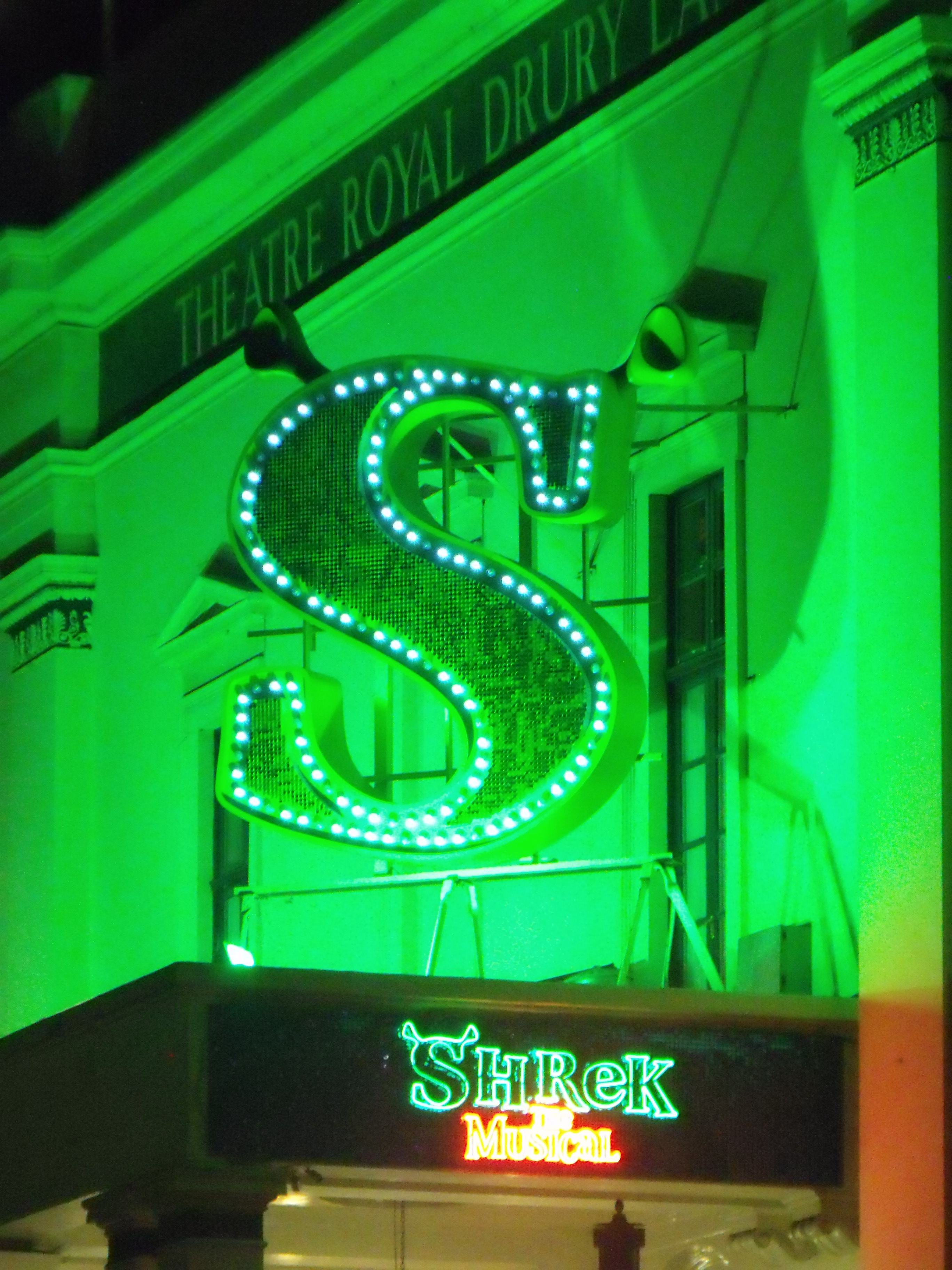
Shrek the musical in Theatre Royal, Drury Lane

Shrek de Musical (Engels: Shrek the Musical) is een musical die gebaseerd is op de eerste langspeelfilm en het boek Shrek! van William Steig. In 2008 beleefde Shrek de Musical zijn première op Broadway. De voorstelling werd daar genomineerd voor 8 Tony Awards. Sinds juni 2011 draait de musical in Londen op West End. Inmiddels is de musical ook te zien in een tournee door de Verenigde Staten. Sinds 26 oktober 2012 is de musical ook in Nederland te zien. De voorstelling wordt in verschillende theaters opgevoerd.

### Strips
- Dark Horse Comics publiceerde op 17 september 2003 een stripreeks bestaande uit 3 albums.[92][93][94]
- Ape Entertainment[95] publiceerde eerst een prequel op Shrek Forever After in 2010.[96][97][98] Later publiceerden zij ook een serie van 4 albums in 2010 en 2011.[99][100]

### Pretparkattracties

#### Shrek 4-D
Shrek 4-D is een korte filmattractie uit 2003 in meerdere pretparken. De recentste opende in Singapore. Het is een 4D-film en hier verscheen tevens voor het eerst de korte film The Ghost of Lord Farquaad die ook tot deze mediafranchise behoort.

#### Donkey's Photo Finish
Donkey's Photo Finish is een filmattractie uit 2003 in Universal Studios Florida. In 2012 werd het vervangen door Transformers: The Ride, maar elders in het pretpark heropend. In Universal Studios Hollywood is er een gelijkaardige attractie onder de naam Meet Shrek and Donkey.

#### Enchanted Airways
Enchanted Airways is een stalen achtbaan van Vekoma in Universal Studios Singapore.  De attractie is geopend sinds 18 maart 2010.